# Peltonyxa deyrollei
Peltonyxa deyrollei es una especie de coleóptero de la familia Trogossitidae.

## Distribución geográfica
Habita en Australia.